# Souhey
Souhey település Franciaországban, Côte-d’Or megyében. Lakosainak száma 83 fő (2022. január 1.). Souhey Pouillenay, Juilly, Magny-la-Ville és Saint-Euphrône községekkel határos.

## Népesség
A település népessége az elmúlt években az alábbi módon változott:
| Lakosok száma | 38   | 75   | 75   | 76   | 94   | 93   | 91   | 87   | 85   | 83   |
|               | 1968 | 1982 | 1990 | 2006 | 2013 | 2015 | 2017 | 2019 | 2020 | 2022 |